# Tiametoxam
El tiametoxam és el 3-[(2-Cloro-1,3-tiazol-5-il)metil]-5-metil-N-nitro-1,3,5-oxadiazinan-4-imina (C₈H10ClN₅O₃S). És un insecticida de la família dels neonicotenoides que s'utilitza contra pugó, escarabats, centpeus, tèrmits… És actiu a l'estómac dels insectes i també a través del contacte directe. El compost bloqueja la transferència d'electrons entre les cèl·lules nervioses, de manera que els insectes sofreixen paràlisi. Tiametoxam és una substància moderadament tòxica per als humans, però és altament és tòxica per a les abelles i perjudicial per als organismes aquàtics i el sòl. Un metabòlit de tiametoxam al sòl és clotianidina.